# Grigori Raspoutine
« Raspoutine » redirige ici. Pour les autres significations, voir Raspoutine (homonymie).
Grigori Efimovitch Raspoutine (en russe : Григорий Ефимович Распутин), potentiellement né le 9 janvier 1869 (21 janvier dans le calendrier grégorien) dans le village de Pokrovskoïe et mort assassiné le 17 décembre 1916 (30 décembre dans le calendrier grégorien) à Pétrograd, est un mystique et guérisseur russe. Il est le confident d'Alexandra Feodorovna, épouse du tsar Nicolas II, ce qui lui permet d'exercer une forte influence au sein de la cour impériale russe.
Originaire des confins de la Sibérie, Raspoutine, par la suite Raspoutine-Novyi (en russe : Распутин-Новый) se présente comme un « strannik », un mystique errant, et se prétend starets (guide spirituel) et prophète, et affirme sa fidélité à l'Église orthodoxe russe. Cependant aucune source ecclésiastique n’atteste son appartenance à un quelconque ordre religieux, ce qui le rendit suspect d'avoir appartenu à la secte des khlysts. L'hypothèse la plus généralement retenue est qu'il est surtout un aventurier, se faisant passer pour un pèlerin itinérant, doté d'un grand pouvoir de séduction.
En 1907, jouissant d'une réputation de guérisseur, il est invité pour la première fois par le couple impérial au chevet du jeune Alexis, héritier du trône atteint d'hémophilie. Raspoutine gagne en influence, en particulier pendant le conflit mondial. La tsarine et sa famille le considèrent comme un guérisseur, un mystique, voire un prophète. Ses ennemis le décrivent comme un charlatan débauché, mû par un appétit sexuel démesuré et même comme un espion. Sa présence contribue ainsi à jeter le discrédit sur la famille impériale et constitue l'un des rouages de la chute des Romanov. Il est assassiné à la suite d'un complot fomenté par des membres de l'aristocratie.
Certaines zones d'ombre subsistent sur sa vie et son influence, sa biographie étant surtout basée sur des témoignages partiaux, en partie alimentés par la propagande antimonarchiste, des rumeurs et des légendes. Après sa mort, son mythe inspire nombre d’écrivains et artistes. Longtemps diabolisé, il bénéficie par la suite en Russie d’une estime bien moins défavorable que de son vivant.

## Biographie

### Origines sibériennes
La plupart des archives ayant été détruites, l’année de naissance de Grigori Raspoutine est sujette à caution. Selon la Grande Encyclopédie soviétique, il serait né en 1864 ou 1865. Selon l’écrivain et historien russe Edvard Radzinsky, les archives officielles de Tioumen, en Sibérie, contiennent un recensement des habitants de Pokrovskoïe qui mentionne clairement le nom de « Raspoutine », qui serait donc son vrai nom.
Étymologiquement cependant, l'origine du nom reste obscure et a contribué à alimenter toutes les rumeurs : il proviendrait de « распутье » (« raspoutie »), de Путь (put') "chemin, route" et Раз-/рас- préfixe traduisant quelque chose d'altéré, de défait voire détruit. De fait, « распутье » (« raspoutie ») désigne en russe « croisement, intersection », lieux où dans la Russie Impériale étaient installées des croix chrétiennes ou encore la Rasputitsa désigne l'état impraticable des routes à la "saison des boues", d'abord juste avant l'hiver puis au moment du dégel mais, de la bouche de ses détracteurs dès son arrivée à Petrograd, « распутство » (raspoutsvo) désigne le « starets » "qui a quitté le bon chemin".

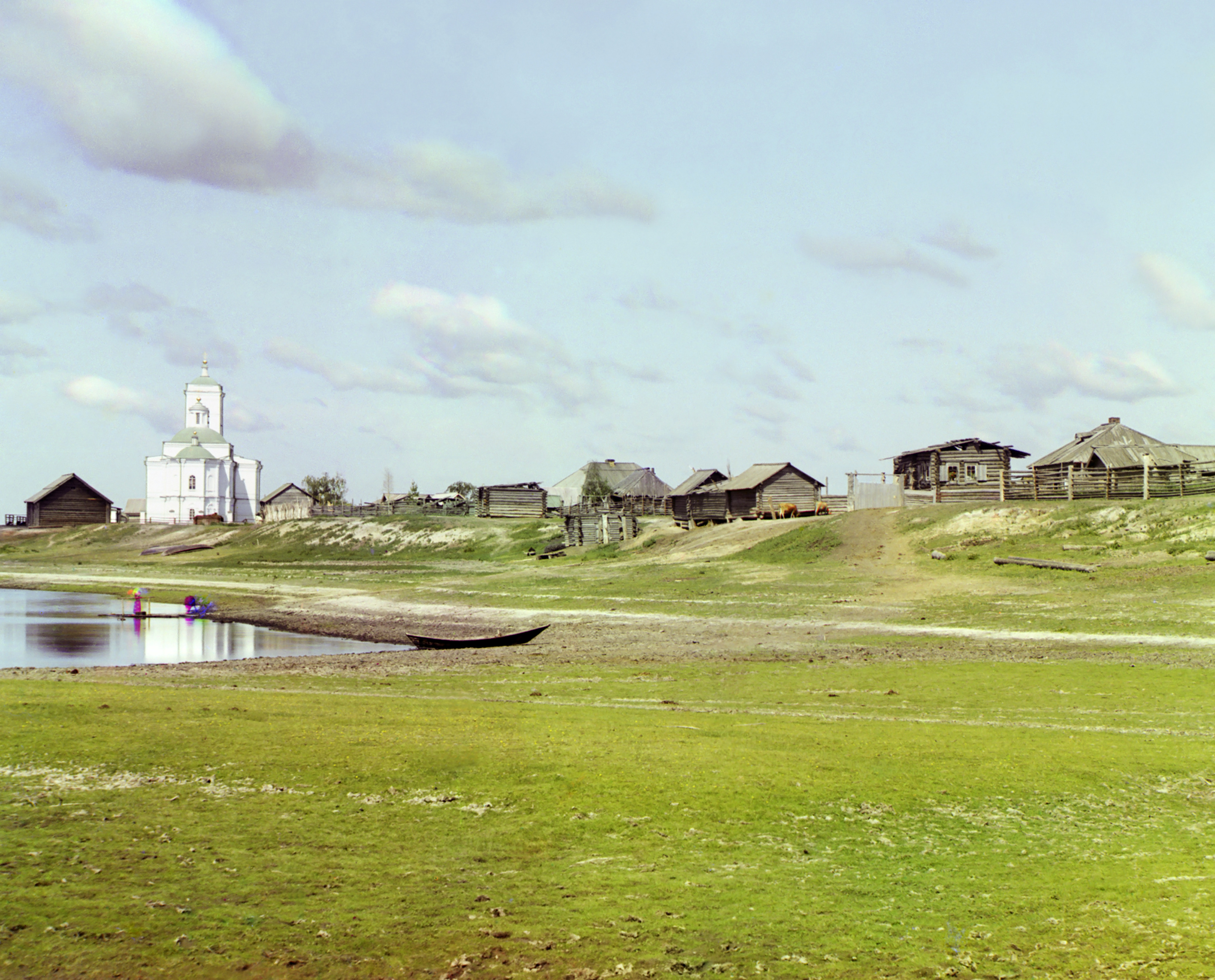
Pokrovskoïe, village de Sibérie où serait né Raspoutine. Photo de 1912.

En 1995, l’historien russe Oleg Platonov (en) se pencha sur la question à la demande du clergé et du métropolite Yoann et publia l'année suivante à Saint-Pétersbourg une étude consacrée au sujet. Bien que la plupart des registres d’époque aient disparu, Platonov put étudier des renseignements relatifs aux baptêmes, mariages et décès issus de recensements impériaux effectués dans le village de Pokrovskoïe entre 1862 et 1868. Le recensement de 1897 a pu être conservé.
Ainsi, Iefim Iakovlevitch Raspoutine Novykh et Anna Vassilievna Parchoukova, les futurs parents de Grigori Raspoutine, se marient à Pokrovskoïe le 21 janvier 1862, alors qu'ils sont âgés respectivement de vingt et vingt-deux ans. Le couple a plusieurs enfants qui, tous, meurent en bas âge : trois filles – Evdokia, née le 11 février 1863, une autre Evdokia, née le 2 août 1864, et Glikerya, née le 8 mai 1866 – et un garçon, Andreï. En 1868, les registres ne font mention d’aucune naissance dans la famille, ce qui voudrait dire que Grigori Raspoutine n’est pas né avant 1869.
Après 1868, il n'existe apparemment plus de registres consultables, mais certains formulaires originaux remplis à l'occasion d'un recensement dans tout l'Empire en 1897 ont toutefois subsisté.
Au nom de « Grigori Iefimovitch Raspoutine », il est mentionné que celui-ci était dans sa 28e année et son année de naissance est elle aussi indiquée : 1869. Il n’y a pas d'autre précision concernant sa naissance. Pour Yves Ternon, qui s’en tient à 1863 ou 1864 comme année de naissance de Raspoutine, il serait né « sans doute le dix janvier, jour que l’Église orthodoxe dédie à Grégoire de Nicée » ce qui expliquerait le choix du prénom.
S’il est vrai que le nom de famille « Raspoutine » est bien mentionné dans certains registres, le nom de baptême du père de Raspoutine, Novykh (Новых), est également clairement indiqué. Par ailleurs, dans les archives consultées par Platonov, pas moins de sept familles du même village étaient appelées Raspoutine. L’historien rappelle alors qu’outre « débauché », le mot « raspout'e » signifiait également, à l’époque, « croisée des chemins » ou « carrefour », et était donc fréquemment utilisé comme surnom pour ceux qui habitaient de tels endroits. De surnom, « Raspoutine » a probablement mué en nom de famille d'Iefim.
Aujourd’hui encore, « Raspoutine » est un nom qui se rencontre couramment en Sibérie.

### Jeunesse
Sa mère Anna Vassilievna Parchoukova et son père Iefim Iakovlevitch Raspoutine sont fermiers dans le village sibérien de Pokrovskoïe, ouiezd de Tioumen, gouvernement de Tobolsk, à 2 500 km à l’est de Saint-Pétersbourg. Son père n'est pas un simple moujik, il est propriétaire de sa ferme, de sa terre, de vaches et de chevaux. Ils sont très croyants.
La légende veut que le 10 janvier 1869 un météore ait traversé le ciel au-dessus du village de Pokrovoskoïe. Ce phénomène annonçait, disait-on, la venue au monde d’un personnage exceptionnel. Une autre légende veut que son père, maquignon-voiturier, se soit occupé de chevaux avec lesquels il entretenait des rapports magiques. Quoi qu'il en soit, dès son enfance, Raspoutine manifeste un pouvoir d’apaisement des personnes et des dons de guérisseur sur les animaux.
À la suite d'une chute accidentelle dans les eaux glacées d’une rivière alors qu’ils jouent ensemble, son frère aîné, Andreï, et lui, qui s’est jeté à l'eau pour le secourir, sont victimes d’une pneumonie. Andreï meurt, mais Grigori survit. De cette mésaventure il garde des insomnies quotidiennes épuisantes.
Grigori aide son père dans les travaux de la ferme et conserve de cette enfance les manières frustes des paysans sibériens, les vêtements amples et peu soignés, et les mains calleuses. La vie est rude, l’existence rustique, la vodka une boisson courante, l’instruction peu répandue dans les campagnes. Raspoutine n’apprend que les rudiments de la lecture et de l’écriture.
À l’âge de seize ans, il est sujet à des expériences mystiques, à des apparitions mariales et à la vision d’un ange lumineux dans la campagne. Il se plonge dans la lecture de la Bible, au point d’en devenir un exégète. Il mène une vie d'ascèse comme il se doit dans l’Église orthodoxe. Au nom du Christ, il se livre à de nombreux exploits spirituels et corporels, notamment le port de verigi (en russe : вериги), un très lourd collier ou ceinture en fer avec une croix dessus  pour « meurtrir la chair ». Il reste parfois plusieurs semaines reclus dans la cave de son père pour se mettre à l'épreuve et lutter contre les tentations.
Pendant quinze ans, il alterne la vie de paysan moujik au village et des retraites et pèlerinages dans des monastères où il rencontre les starets pour suivre leur enseignement spirituel.
En 1888, à l’âge de dix-neuf ans, il épouse une jeune paysanne du village de Doubrovnoïé, Praskovia Doubrovina. Cinq enfants naissent de ce mariage : Mikhail et Georgui, qui décèdent prématurément, Dimitri, né en 1895, Maria en 1898 et Varvara en 1900.

Raspoutine avec sa famille.
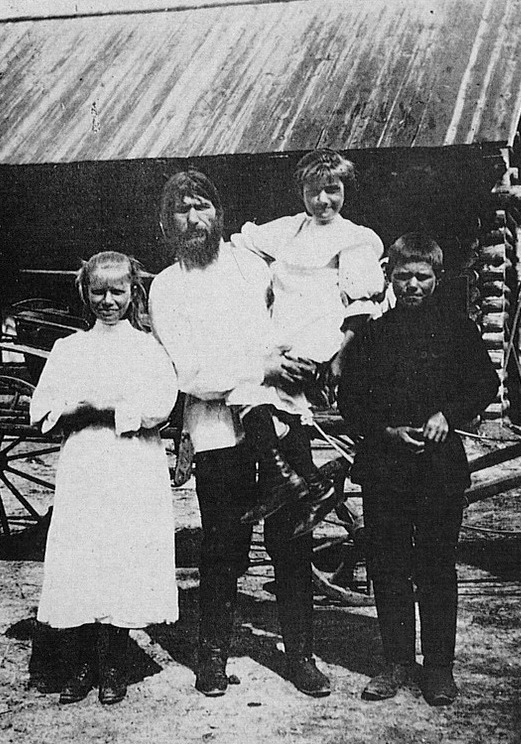
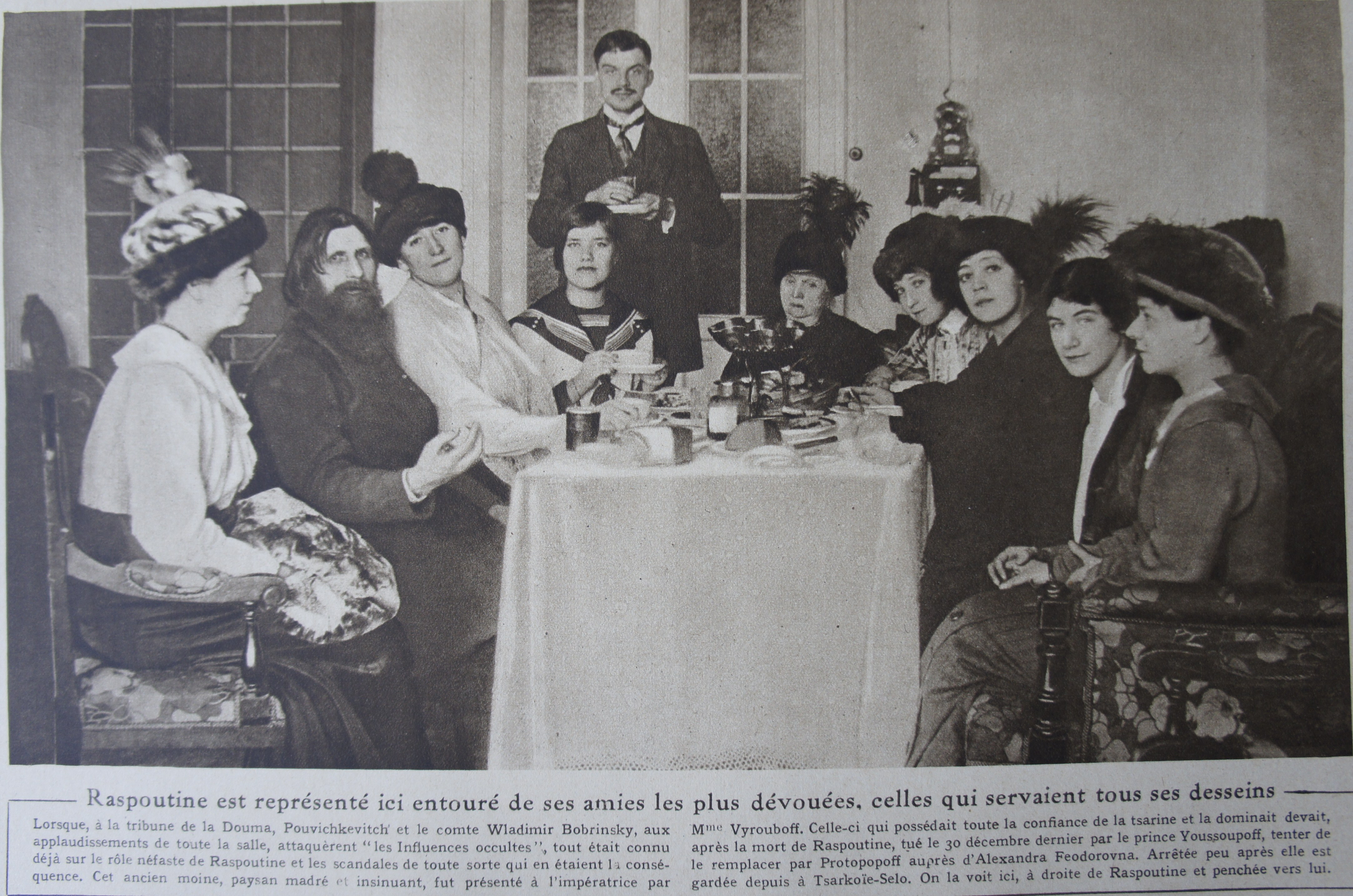

Les talents de Raspoutine vont faire des envieux et, jusqu'à la fin de sa vie, on ne cessera d'entendre de toutes parts des accusations des pires péchés.

### Période d’errance

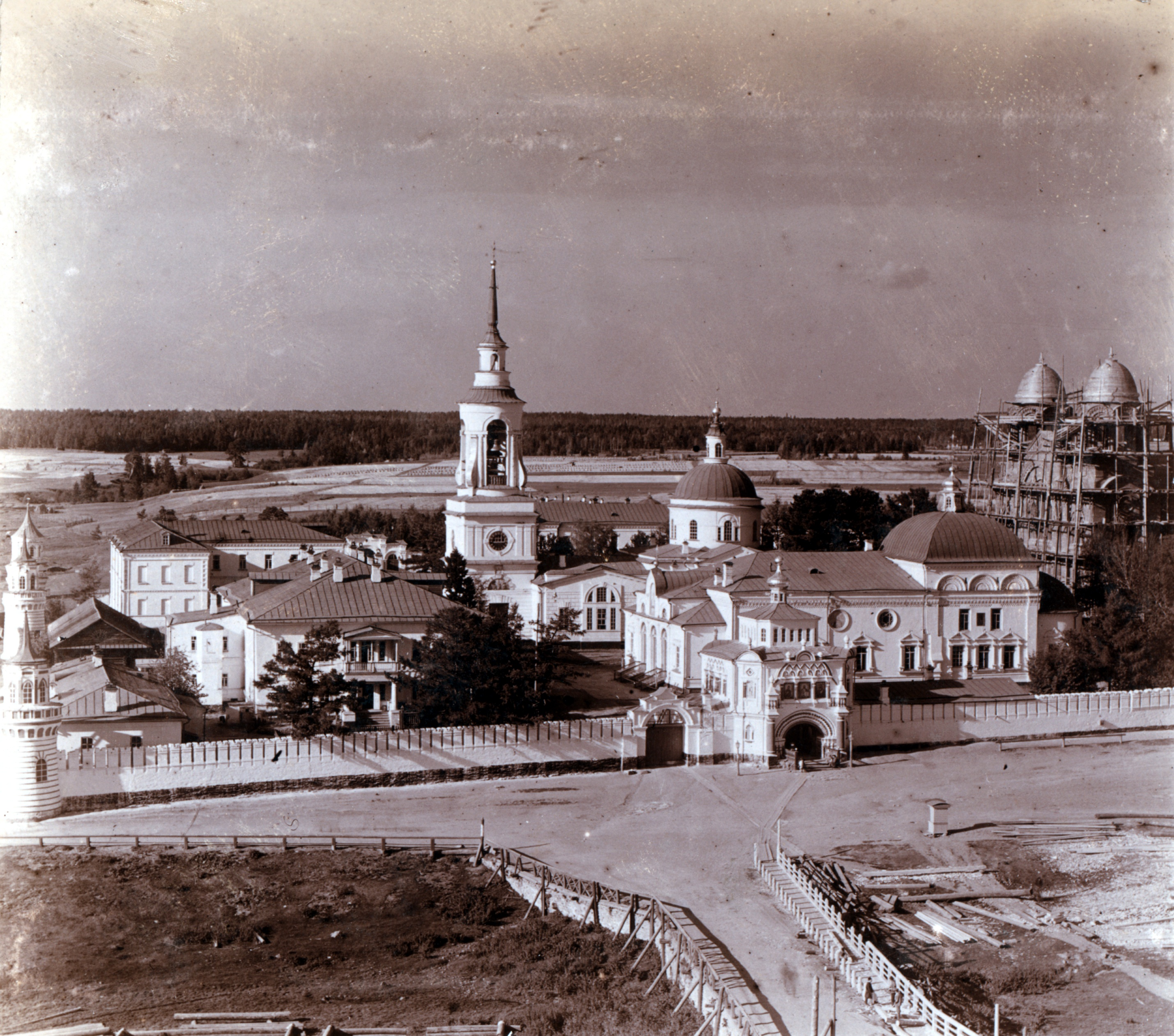
Monastère de Verkhotourié (vue de 1910).

En 1894, alors qu'il travaille dans les champs, il aurait eu la vision d'une Vierge lumineuse. Makari, un moine ascète à qui il en parle et qu'il considère comme son père spirituel, lui conseille d'abandonner son métier de fermier, de se plonger davantage dans la religion et de se rendre au mont Athos, en Grèce.
Il effectue à pied les plus de 3 000 km en quelque dix mois, mais il est déçu par les moines du mont Athos. Sur la route du retour, il fait halte dans de nombreux monastères et c'est plus de deux ans après son départ qu'il retrouve sa femme et son jeune fils Dimitri, né en 1895.

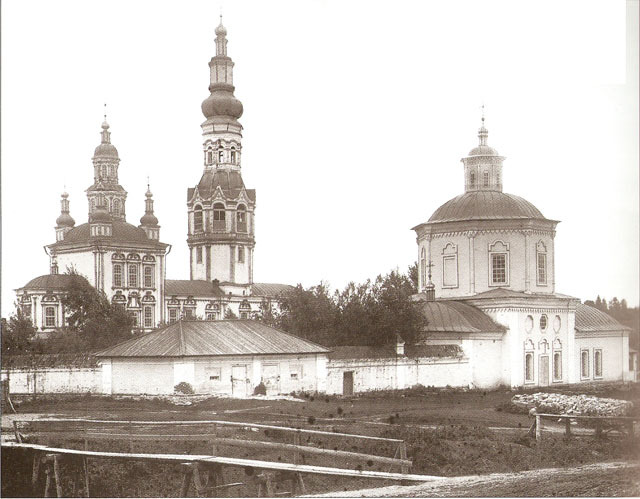
Monastère de Verkhotourié, où Raspoutine séjournera trois mois.

Raspoutine continue à vivre des périodes de mysticisme et d'ermite, parcourant la Sibérie occidentale et survivant grâce à la prédication, la charité et l'aumône, frappant aux portes des monastères et acquérant au fur et à mesure de ses pérégrinations une réputation de sage et de guérisseur.
Il effectue de nombreux pèlerinages, particulièrement à Kazan et à Kiev : les gens commencent à venir de toute la région pour écouter ses prêches. Le clergé orthodoxe s'inquiète de son succès, mais ne peut rien lui reprocher. De plus en plus de fidèles viennent à ses réunions, amenant des malades sur lesquels il exerce ses talents de guérisseur. Sa réputation s'étend mais, en même temps, il continue une vie de débauché, de buveur, de bagarreur, de séducteur et même de voleur.

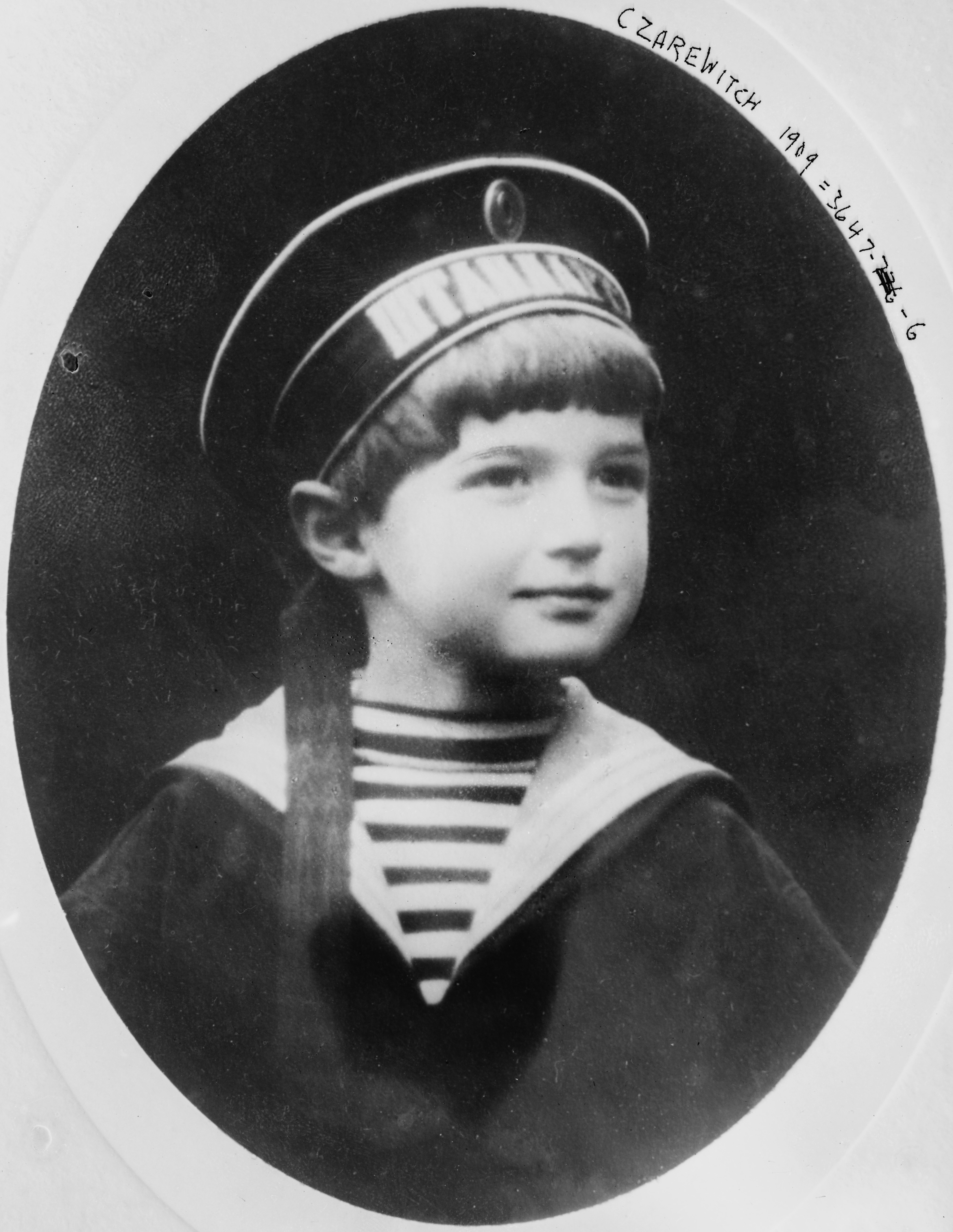
Le prince héritier Alexis, unique fils du tsar Nicolas II, en 1909.

Durant toutes ces années, il entre en contact avec les multiples sectes qui fleurissent sur le terreau de la religion orthodoxe. Il est notamment chargé d'accompagner un jeune moine au monastère de Verkhotourié, où il séjourne trois mois. Ce cloître est en réalité tenu par la secte des khlysts qui mêlent, par la danse, la flagellation (d'où leur nom de « flagellants ») et l'extase, l'érotisme et la religion, ce qui lui convient parfaitement. Il aurait étudié les pratiques de cette secte, mais sans jamais y avoir été initié, y perfectionnant son don pour l'hypnose et la magie.
Son mysticisme devient doctrinaire et le conduit à l'élaboration d'obscures théories sur la régénération par le péché. Son plus célèbre précepte est « Pour se rapprocher de Dieu, il faut beaucoup pécher » et les excès en tous genres.

### Arrivée à Saint-Pétersbourg

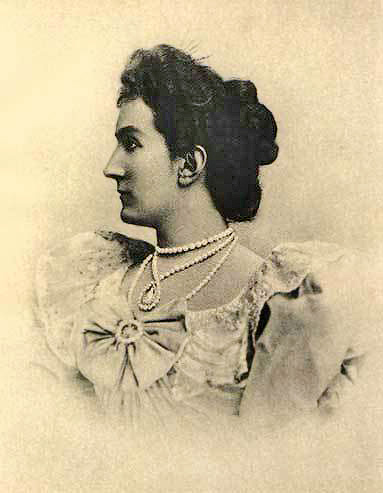
La grande-duchesse Militza de Monténégro.

À l'invitation de la grande-duchesse Militza, qui l'avait rencontré à Kiev, Raspoutine se rend à Saint-Pétersbourg, capitale de l'Empire russe depuis le règne de Pierre le Grand. Le tsar Nicolas II règne depuis 1894. En cours de route, à Sarov, il assiste en 1903 à la canonisation du starets Séraphin de Sarov et, devant l'assistance réunie, Raspoutine entre en transe et prédit la naissance d'un héritier mâle au trône impérial. Le 12 août 1904 naît le tsarévitch Alexis, qui se révèle atteint d'hémophilie.
Arrivé au printemps 1904 à Pétersbourg, Raspoutine demande l'hospitalité à l'évêque Théophane, inspecteur de l'Académie de théologie de la capitale, qui l'aide par des lettres de recommandation. Son but est de rencontrer Nicolas II, trop occidentalisé à ses yeux, pour l'initier à la véritable âme russe. Son protecteur, le vicaire de Kazan, lui remet une lettre de recommandation destinée à l'évêque Sergui, qui s'inquiète aussi de la « crise spirituelle qui mine la Russie ».
Conquis par Raspoutine, l'évêque le prend sous sa protection et le présente à l'archevêque Théophane de Poltava, confesseur d'Alexandra Fedorovna, au père Jean de Cronstadt et à l'évêque Hermogène de Saratov (en). Tous furent stupéfaits de la ferveur religieuse de Raspoutine et de son talent de prédicateur. Ils le bénissent, le considèrent comme un starets, voire comme un « envoyé de Dieu », et l'introduisent auprès de la grande-duchesse Militza et de sa sœur la grande-duchesse Anastasia, filles du roi Nicolas Ier du Monténégro, mariées à deux frères, respectivement le grand-duc Peter Nicolaïévitch et le grand-duc Nicolaï Nicolaïevitch, cousins d’Alexandre III. Cependant, Raspoutine retourne dans son village sibérien et ne revient à Pétersbourg qu’en 1905.

### Auprès de la famille impériale

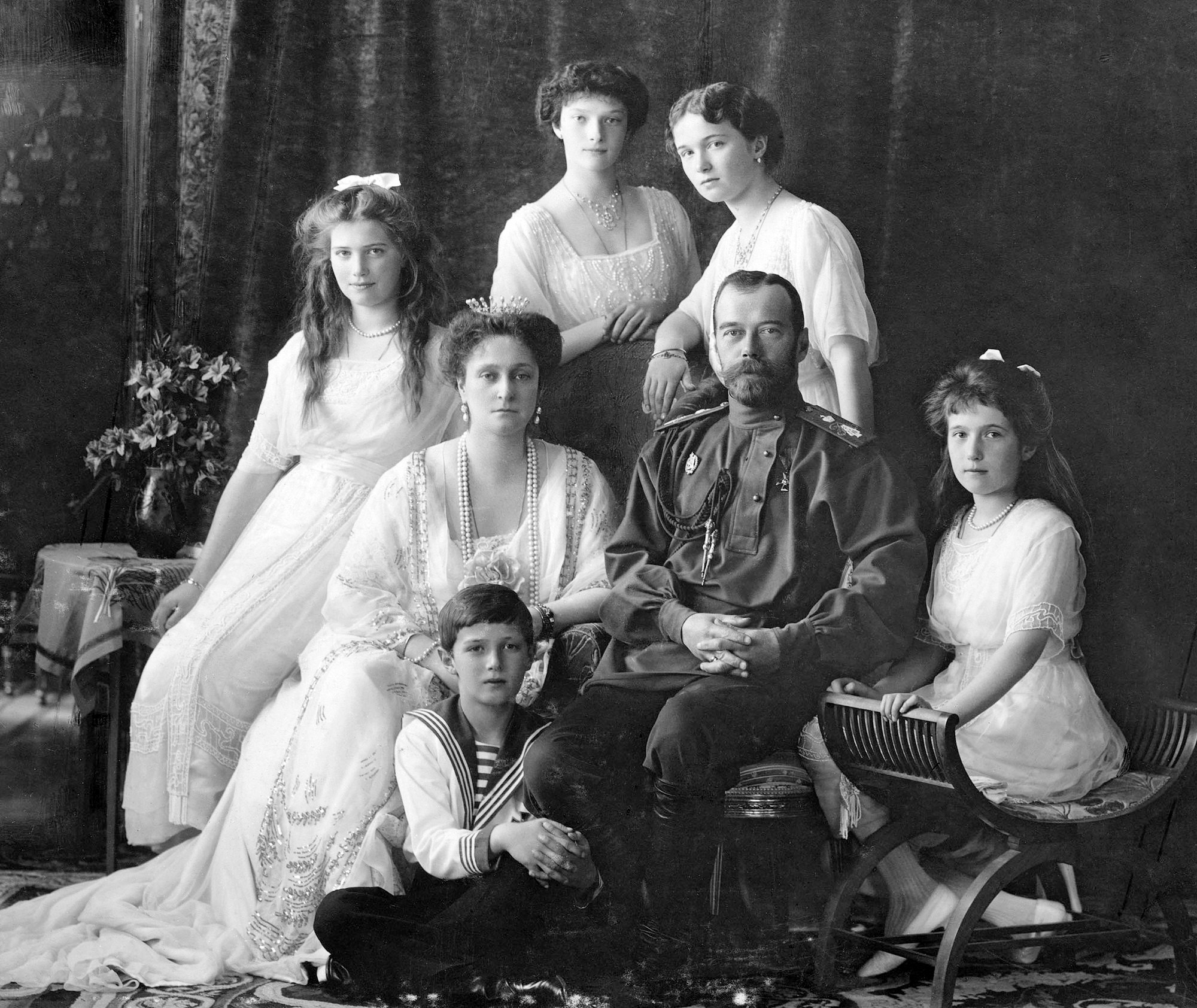
La famille impériale : Alexandra Feodorovna et Nicolas II entourés de leurs cinq enfants.

La tsarine, longtemps inquiète de ne pas donner d'héritier mâle à la couronne, avait pris l'habitude d'attirer autour d'elle de nombreux mystiques et guérisseurs, comme Maître Philippe ou Papus. Elle est séduite par Raspoutine, d'autant plus que Maître Philippe qui lui avait annoncé quelques années auparavant la naissance de son fils Alexis, lui avait également annoncé la venue d'un grand prédicateur qu'il avait nommé « Notre Ami ». Une audition auprès de l'archiprêtre thaumaturge Jean de Cronstadt convainc ce dernier de l'authenticité des pouvoirs du starets.
Par l'entremise de la grande-duchesse Militza et de sa sœur, la grande-duchesse Anastasia, le « starets » est présenté à la famille impériale in corpore dans le palais Alexandre, le 1er novembre 1905. Il offre des icônes à chacun. Le tsarévitch Alexis souffrant d'hémophilie, Raspoutine demande à être conduit au chevet du jeune malade alité à la suite d'une chute, qui a provoqué un énorme hématome au genou. Il lui impose les mains, lui raconte plusieurs contes sibériens et parvient ainsi, semble-t-il, à enrayer la crise et à le soulager au bout de quelques jours. Selon certains, cela s'expliquerait par le simple fait que la médecine de l'époque ignore les propriétés de l'aspirine qui est donnée au jeune malade. Ce médicament est un antiagrégant plaquettaire, donc un facteur aggravant de l'hémophilie. Le simple fait de balayer de la table et de jeter les « remèdes » donnés au malade – dont l'aspirine – ne peut qu'améliorer son état. Raspoutine expliquera plus tard à un ami que ses pouvoirs de guérison se basent sur ses dons d'hypnose et l'utilisation de médicaments traditionnels de Sibérie.
Les parents sont séduits par les dons de guérisseur de cet humble « moujik » qui semble aussi avoir celui de prophétie. Alexandra se convainc que Raspoutine est un messager de Dieu, qu'il représente l'union du tsar, de l'Église et du peuple et qu'il a la capacité d'aider son fils par ses dons de guérisseur et sa prière.

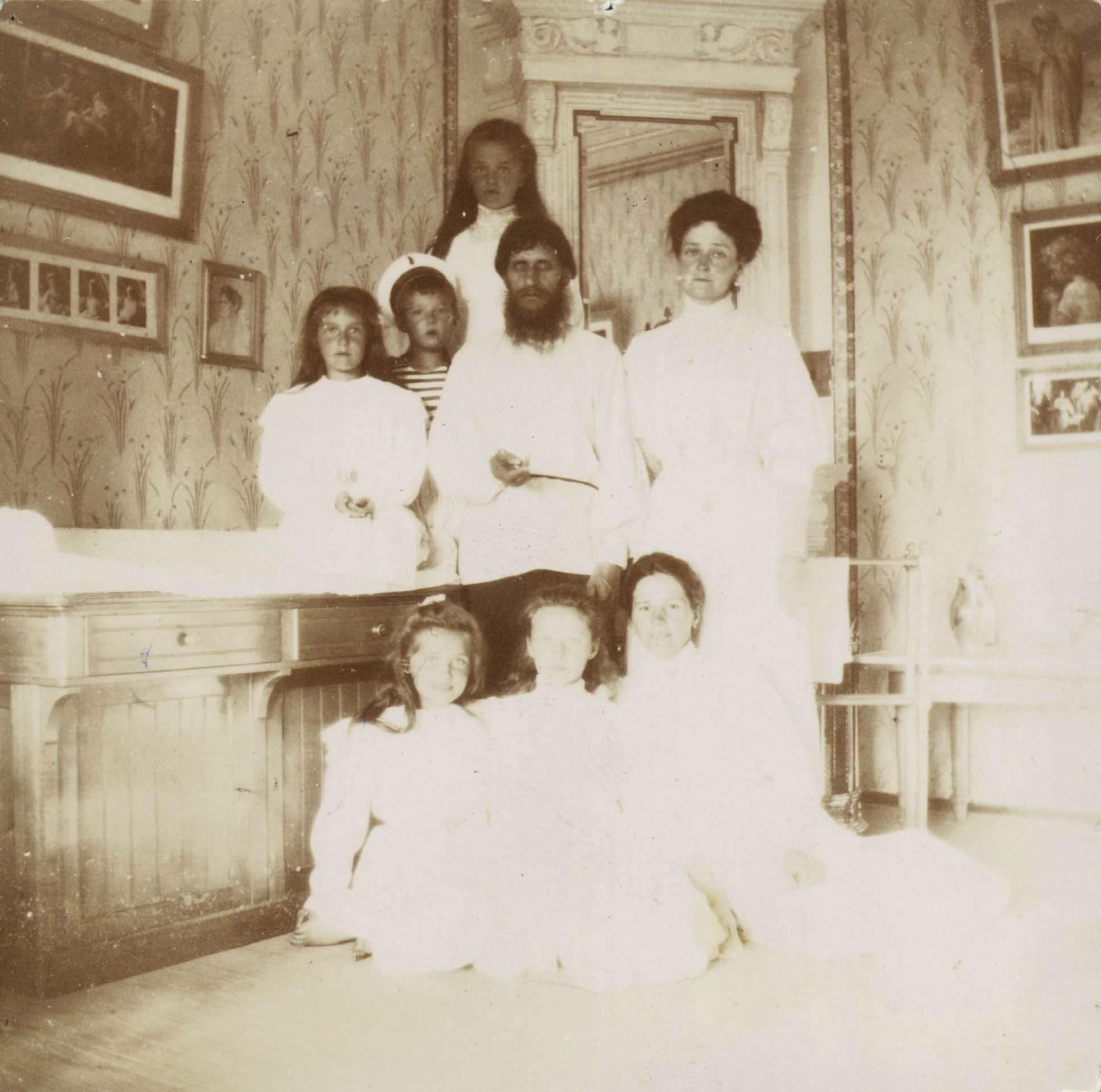
Raspoutine, entouré de la tsarine Alexandra Feodorovna (à droite), ses cinq enfants et une gouvernante. 1908.

Sa réputation permet à Raspoutine de se rendre indispensable ; il prend très vite un ascendant considérable sur le couple impérial. Invité à de nombreuses réceptions mondaines, il fait la connaissance de nombreuses femmes riches. Raspoutine inquiète et fascine : son regard perçant est difficile à soutenir pour ses admiratrices, beaucoup cèdent à son charme hypnotique et le prennent pour amant et guérisseur.

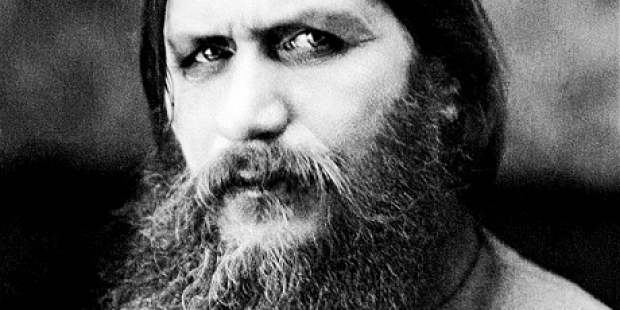
Le regard de Raspoutine.

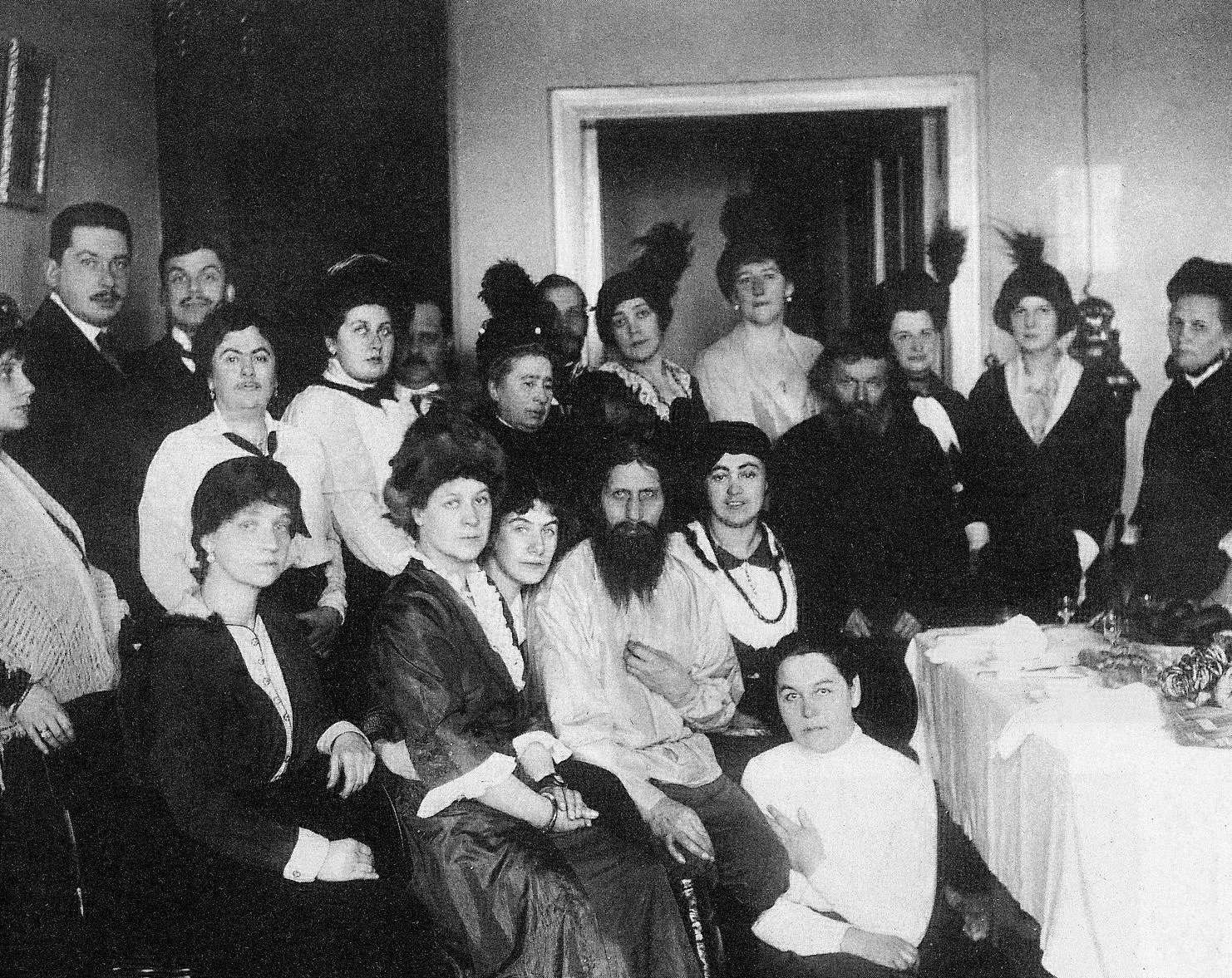
Raspoutine et ses « admiratrices », en 1914.

L'une d'entre elles, Olga Lokhtina, épouse d'un général influent mais crédule, devient sa maîtresse, le loge chez elle et le présente à d'autres femmes d'influence, comme Anna Vyroubova, amie et confidente de la tsarine, et Mounia Golovina, nièce de celle-ci. Grâce à d'habiles mises en scène, il se produit à Saint-Pétersbourg ou au Palais impérial de Tsarskoie Selo, la résidence principale du tsar, dans des séances d'exorcisme et de prières. Des récits de débauches, prétendues ou avérées, commencent alors à se multiplier et à faire scandale.
En 1907, le tsarévitch, à la suite de contusions, est victime d'hémorragies internes que les médecins n'arrivent pas à contrôler et qui le font énormément souffrir. Appelé en désespoir de cause, Raspoutine, après avoir béni la famille impériale, entre en prière. Au bout de dix minutes, épuisé, il se relève en disant : « Ouvre les yeux, mon fils. » Le tsarévitch se réveille en souriant et, dès cet instant, son état s'améliore rapidement.
Dès lors, il devient un familier de Tsarskoie Selo : il est chargé de veiller sur la santé de la famille impériale, ce qui lui donne des entrées permanentes au Palais. Il est reçu officiellement à la Cour. Cependant, malgré la pleine confiance du tsar, il se rend vite très impopulaire auprès de la Cour et du peuple, il est rapidement considéré comme leur « mauvais ange ». Il est ainsi tout à la fois aimé, détesté et redouté. On le soupçonne de s'enrichir, ce qui ne semble nullement être le cas, son seul luxe étant de porter une chemise de soie confectionnée par Alexandra et une magnifique croix qu'il porte autour du cou, également offerte par la tsarine.
Il continue par contre à mener une vie dissolue de beuveries et de débauches, conserve cheveux gras et barbe emmêlée. Il organise des fêtes dans son appartement, où dominent le sexe – jusqu'à dix relations sexuelles par jour – et l'alcool. Il prêche sa doctrine de rédemption par le péché parmi ces dames, impatientes d'aller au lit avec lui pour mettre en pratique sa doctrine, ce qu'elles considèrent comme un honneur.

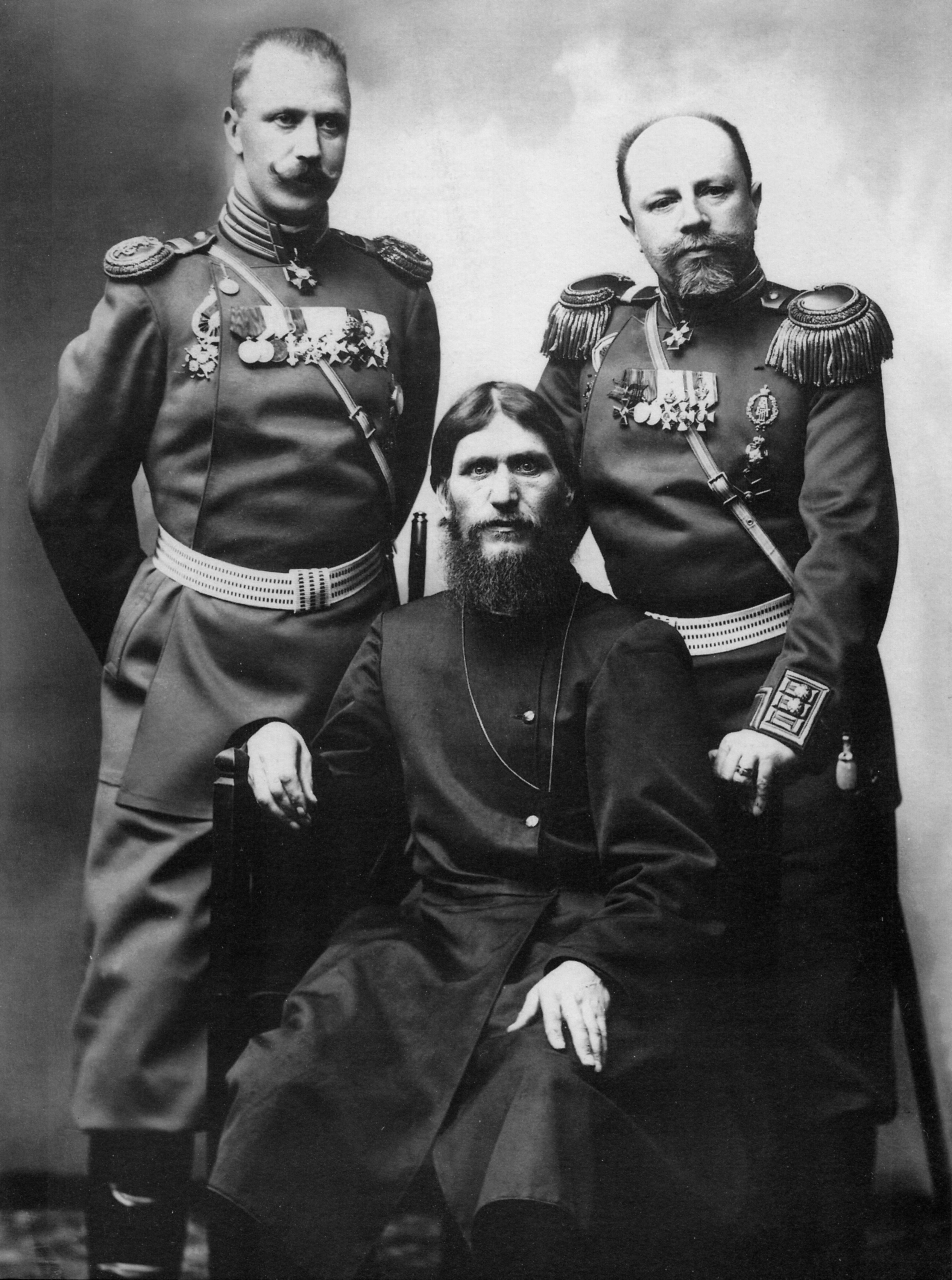
Raspoutine, le major-général Mikhaïl Poutiatine et le colonel Dmitri Loman. Photo de Karl Bulla, vers 1904-1905.

Après la révolution de 1905, Raspoutine se heurte au Président du Conseil Piotr Stolypine. Nommé en juillet 1906, réformateur énergique, celui-ci veut moderniser l'Empire russe, en permettant aux paysans d'acquérir des terres, en organisant une meilleure répartition de l'impôt et en accordant à la Douma, le parlement russe, davantage de pouvoirs. Par une répression féroce, il endigue les vagues d'attentats, améliore le système ferroviaire et augmente la production de charbon et de fer. Stolypine ne comprend pas l'influence de ce moujik mystique sur le couple impérial, tandis que Raspoutine reproche au Premier ministre sa morgue, caractéristique de la classe des grands propriétaires terriens dont il est issu.
Lors de l'affaire des Balkans, en 1909, Raspoutine se range dans le parti de la paix aux côtés de la tsarine et d'Anna Vyroubova contre le reste du clan Romanov. Il pense que l'armée impériale, sortie affaiblie de la défaite de 1905 contre le Japon, n'est pas prête à se lancer dans un nouveau conflit. Il ne peut arrêter les événements, mais lorsque la France et le Royaume-Uni interviennent contre la Russie, il réussit à convaincre Nicolas II de ne pas étendre le conflit à toute l'Europe.
Stolypine fait surveiller Raspoutine par l'Okhrana, la police secrète. Les rapports accablent le « starets ». Le scandale Raspoutine éclate en 1910 lors d'une campagne de presse orchestrée par des députés de la Douma et des religieux, qui dénoncent la nature débauchée de Raspoutine, visant indirectement le tsar. En 1911, Raspoutine est écarté de la Cour et exilé à Kiev, mais, lors d'une transe, il prédit la mort prochaine du ministre : « La mort suit sa trace, la mort chevauche sur son dos ». Il décide alors de partir en pèlerinage vers la Terre sainte, mais revient à la Cour dès la fin de l'été.

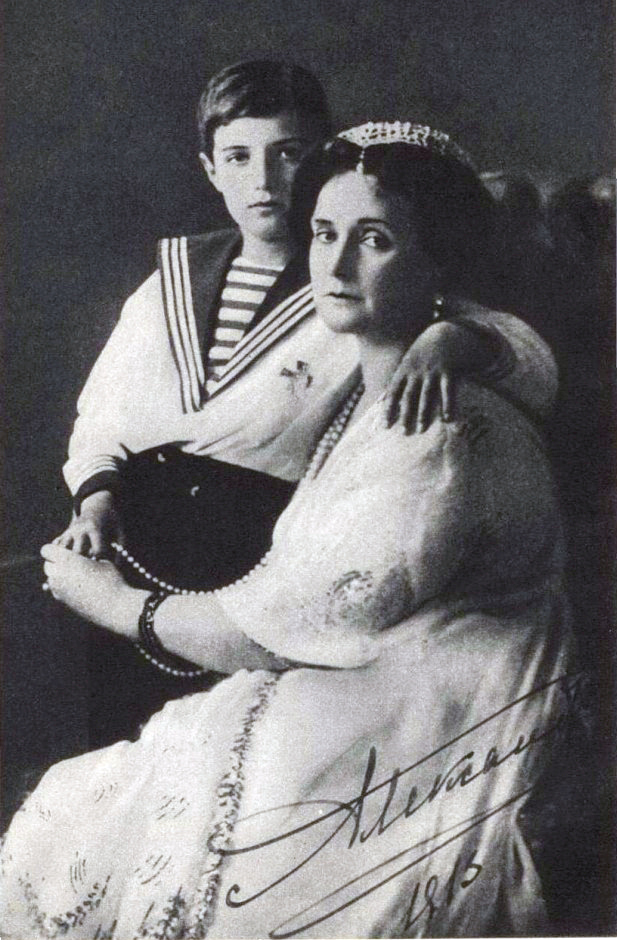
Le tsarévitch Alexis dans les bras de sa mère. Années 1910.

Le 14 septembre 1911, alors que Stolypine vient d'autoriser les paysans à quitter le mir, leur permettant ainsi d'accéder à la propriété individuelle de la terre, et que cette réforme est acclamée à travers toute la Russie, le Premier ministre est assassiné par le jeune anarchiste Dmitri Bogrov, à l'Opéra de Kiev, en présence de la famille impériale, des ministres, des membres de la Douma et de Raspoutine. Cet assassinat marque la fin des réformes, alors que la situation internationale devient instable.
Le 2 octobre 1912, le tsarévitch Alexis, en déplacement en Pologne, est victime, à la suite d'un accident, d'une nouvelle hémorragie interne très importante, qui risque d'entraîner sa mort. Aussitôt averti, Raspoutine entre en extase devant l'icône de la Vierge de Kazan, et quand il se relève, épuisé, il expédie au Palais le message : « N'ayez aucune crainte. Dieu a vu vos larmes et entendu vos prières, Mamka. Ne vous inquiétez plus. Le Petit ne mourra pas. Ne permettez pas aux docteurs de trop l'ennuyer ». Dès la réception du télégramme, l'état de santé du tsarévitch Alexis se stabilise et, dès le lendemain, commence à s'améliorer : l'enflure de sa jambe se résorbe, et l'hémorragie interne s'arrête. Les médecins peuvent bientôt le déclarer hors de danger et même les plus hostiles au « starets » doivent convenir qu'il s'est produit là un événement quasi miraculeux de guérison à distance. Sauveur, il revient triomphalement à Saint-Pétersbourg.

### Grande Guerre
Derrière le démembrement de l'Empire ottoman et la question des Balkans se mettent en place les conditions d'une guerre générale. Raspoutine et ses alliés de la paix cherchent, sans succès, à freiner la marche de la Russie vers la guerre. Le service du renseignement britannique estime qu'il est en effet en lien avec le banquier Serge Rubinstein et ses réseaux allemands. Le 29 juin, Raspoutine est poignardé par une mendiante, Khionia Gousseva, une ancienne prostituée, au sortir de l'église de son village sibérien. L'enquête démontre que l'ordre est venu du moine Iliodore (en) (de son vrai nom Sergueï Mikhaïlovitch Troufanov) qui lui reproche ses croyances khlyst.

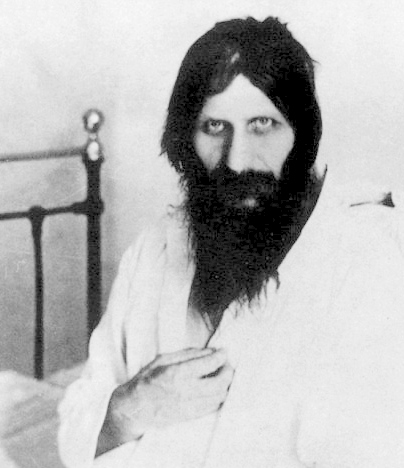
Raspoutine vers 1914, probablement après la tentative d'assassinat perpétrée par Khionia Gousseva.

Après cet attentat et son rétablissement, l'importance de Raspoutine devient primordiale et son influence s'exerce dans tous les domaines : il intervient dans les carrières des généraux, dans celle des métropolites et même dans la nomination des ministres, mais la peur l'a envahi. Il se met à boire encore plus d'alcool, à participer à encore plus de soirées de débauche et d'orgies dans les cabarets tsiganes. Il n'est plus le « starets » ascétique que tout le monde respectait. Cependant, malgré son caractère débauché et son aspect de moins en moins engageant, ses conquêtes féminines sont de plus en plus nombreuses dans la haute société.
Le 1er août 1914, la guerre est déclarée officiellement entre la Russie et l'Allemagne. Le patriotisme russe s'exalte – surtout en raison des premiers succès militaires – et Raspoutine voit sa faveur décliner. Rapidement cependant, la situation militaire se détériore : hiver rigoureux, manque d'armement, d'approvisionnement, commandement indécis, prises de risque inconsidérées par le généralissime Nicolas Nicolaïévitch. Après la Grande Retraite de 1915, Nicolas II, malgré l'avis défavorable de ses ministres, décide de prendre le commandement des armées et s'installe sur le front, laissant la régence à son épouse et à son conseiller privé Raspoutine.
Ce dernier se fait alors de plus en plus d'ennemis, en particulier chez les politiques, les militaires et dans le clergé orthodoxe qui, au début, l'a pourtant bien accueilli, mais que son inconduite révolte. Les pires calomnies se répandent en même temps que la guerre tourne au désastre. En 1916, à la Douma, la tsarine, qui est d'origine allemande, et Raspoutine sont ouvertement accusés de faire le jeu de l'ennemi.

### Assassinat

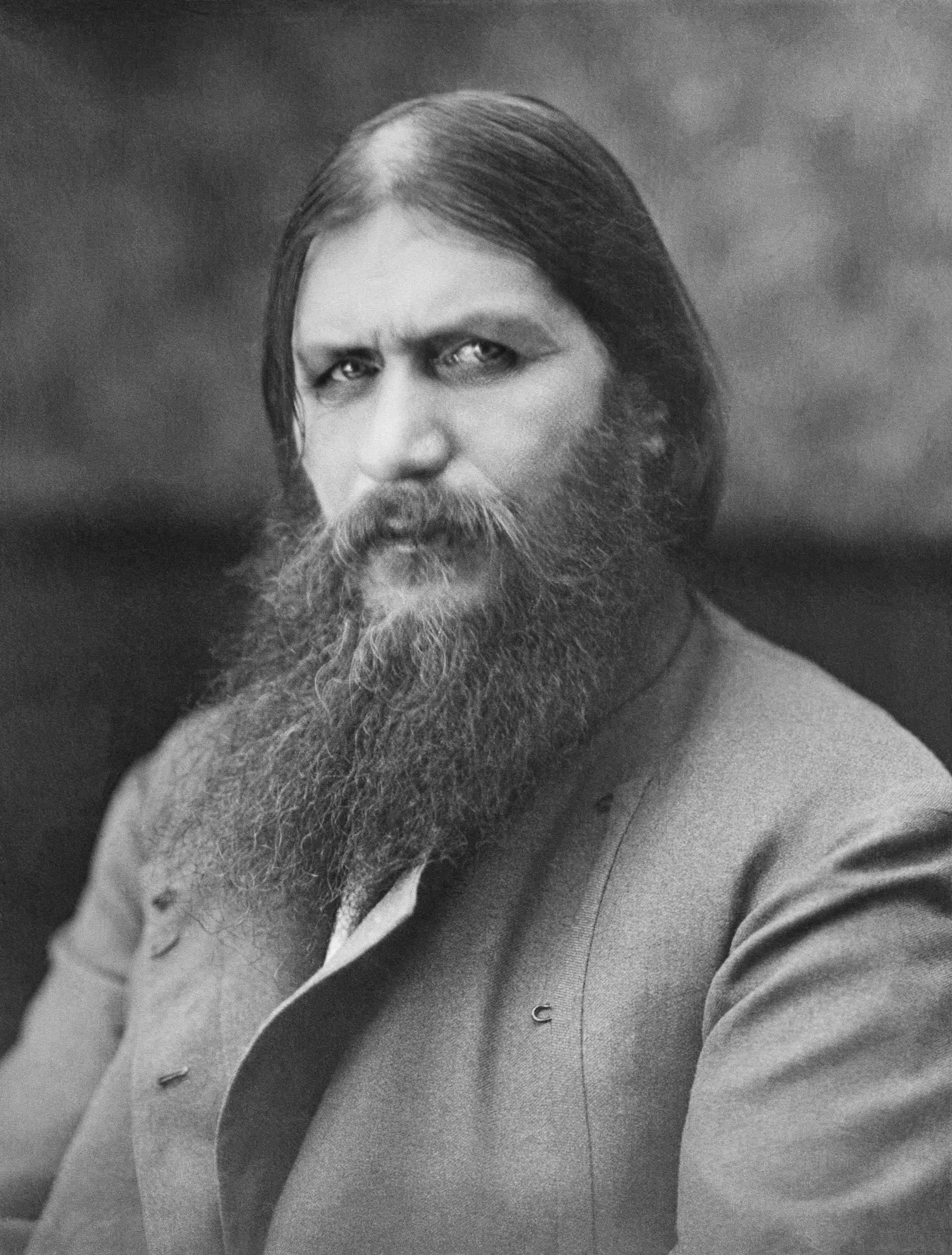
Raspoutine vers 1916.

L’historien Edvard Radzinsky a pu donner les détails de cet assassinat grâce aux archives de la Commission extraordinaire de 1917 et au dossier secret de la police russe.
La famille Ioussoupov, inquiète de l'influence de Raspoutine sur la famille impériale, choquée par sa réputation scandaleuse, ses débauches, dans lesquelles des noms de femmes de la haute noblesse sont mêlés, s’oppose de plus en plus ouvertement au « starets ». De plus, en pleine guerre mondiale, le bruit court qu’il espionne au profit de l’Allemagne. Plusieurs complots se trament contre lui.

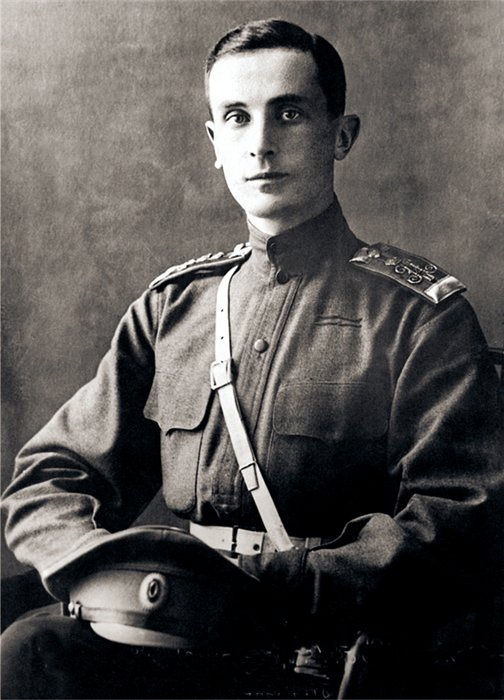
Le prince Félix Ioussoupov en 1914.

Une conjuration aboutit à son assassinat dans la nuit du 16 au 17 décembre 1916 alors qu’il est l’invité du prince Félix Ioussoupov, époux de la grande-duchesse Irina, nièce du tsar. Parmi les principaux conjurés se trouvent le grand-duc Dimitri Pavlovitch, cousin de Nicolas II et amant du prince, le député d’extrême droite Vladimir Pourichkevitch, l’officier Soukhotine, le docteur Stanislas Lazovert ainsi que l'agent secret britannique Oswald Rayner. En 1927, Ioussoupov, chez qui a été commis l’assassinat, donne en public un récit détaillé mais quelque peu surréaliste.

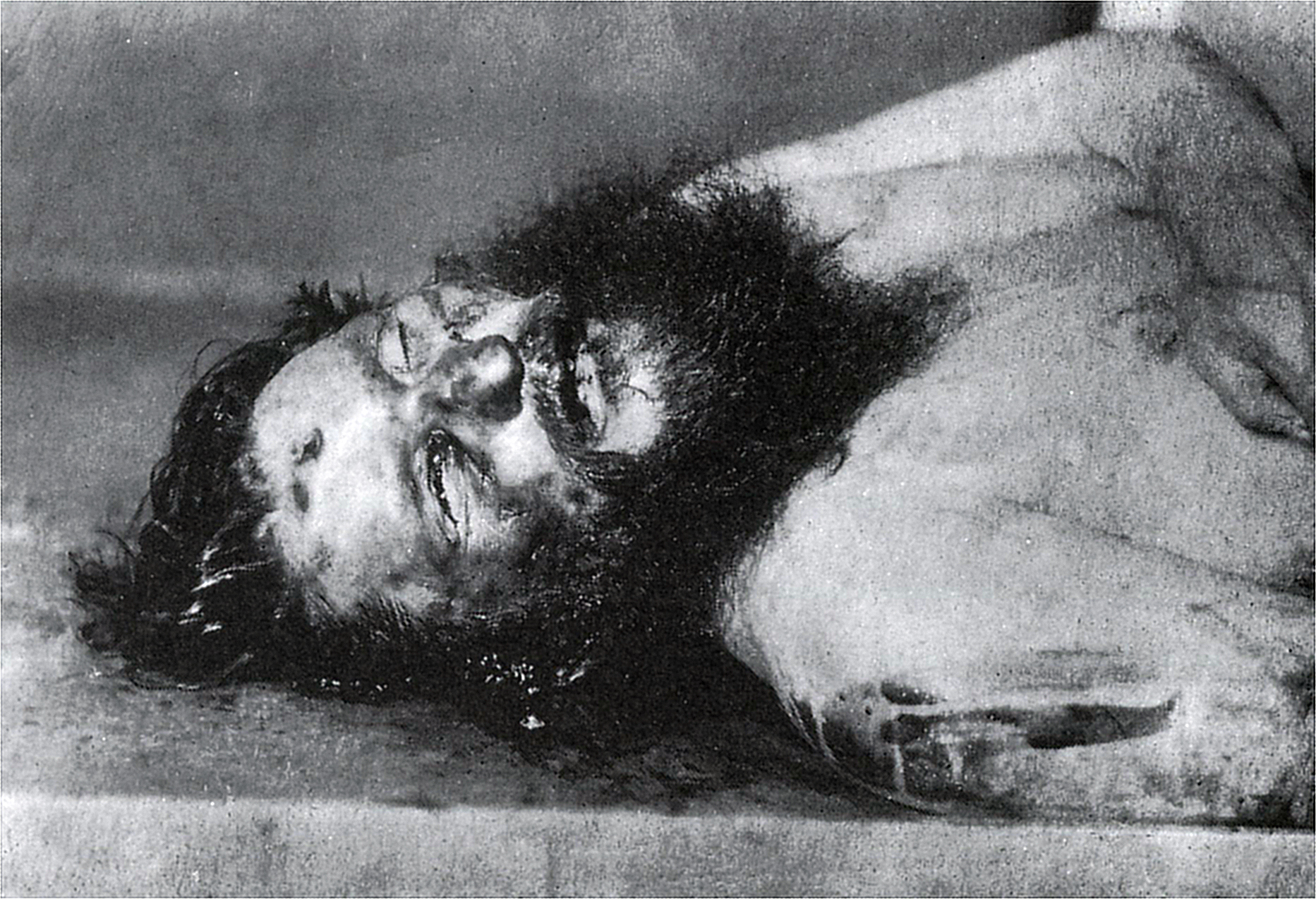
Photographie du cadavre de Raspoutine montrant la trace de la balle tirée à bout touchant dans le front.

Le cadavre est retrouvé le 19 décembre 1916 au petit matin. Recouvert d’une épaisse couche de glace, il est remonté à la surface de la Neva au niveau du pont Petrovsky. L’album photos de la police, exposé au Musée d’histoire politique de la Russie à Saint-Pétersbourg, montre un Raspoutine au visage profondément tuméfié, qui a subi un passage à tabac d'une rare violence. Il a reçu trois balles dans le corps ; une au niveau du front, une autre au niveau de la poitrine et une autre encore au niveau du dos, toutes tirées par des revolvers de calibre différent.
Une première version, controversée, indique que l’autopsie, faite à l’Académie militaire par le professeur Kossorotov le jour même de la découverte du corps, révèle que Raspoutine n’est mort ni du poison, ni des balles, ni des coups assénés mais de noyade, en raison d'une supposée présence d'eau dans les poumons qui prouverait qu'il respirait encore au moment où on le jeta dans la petite Neva.
Une seconde version, qui est aujourd'hui la version retenue, indique que le « starets » n'a pas été empoisonné, puisque aucune trace de poison n'a été retrouvé ni dans son corps ni dans ses fluides, mais que la cause de sa mort serait la balle dans la tête, tirée à bout touchant pour porter à Raspoutine le coup de grâce, tandis que les deux autres balles, sans doute tirées en premier dans un moment de confusion générale, n'étaient pas mortelles. Aucune trace d'eau ne semble présent dans les poumons de Raspoutine et le docteur Lazovert avouera effectivement plus tard au prince Félix Ioussoupov et à Dimitri Pavlovitch qu'il ne leur a jamais réellement fourni du cyanure mais un simple produit inoffensif.
Le célèbre récit horrifique de la nuit du 16 au 17 décembre 1916, donnant à Raspoutine une aura de diable, n'est certainement que pure invention pour permettre à Ioussoupov, qui avait perdu sa fortune après la révolution bolchévique, de mieux vendre ses mémoires, ainsi que pour faire penser au grand public que la difficulté de la mise à mort de Raspoutine est expliquée par sa force naturelle et non par l'amateurisme de ses assassins.
Plusieurs personnes ayant eu vent de la nouvelle viennent puiser l’eau où Raspoutine a été trouvé mort, dans l'espoir d'y recueillir un peu de son pouvoir mystérieux. À la demande de l'impératrice, Raspoutine est inhumé le 22 décembre 1916 (4 janvier 1917 dans le calendrier grégorien) dans une chapelle en construction, près du palais de Tsarskoïe Selo. Un monument commémoratif y fut élevé dans les années 1990.
Au soir du 22 mars 1917, sur ordre du nouveau Gouvernement révolutionnaire provisoire, on exhume le corps de Raspoutine. Pour le faire disparaître, on le ramène avec son cercueil à Saint-Pétersbourg et il est incinéré dans une chaudière de l'institut polytechnique, puis ses cendres sont dispersées dans les forêts environnantes. Mais, selon la légende, seul le cercueil aurait brûlé, le corps de Raspoutine restant intact sous les flammes.

## Légende
Dès 1917, l'image de Raspoutine est largement utilisée par la propagande bolchévique pour symboliser la déchéance morale de l'ancien régime. Elle a été reprise, déformée, amplifiée, par la littérature dès 1917, puis, à partir de 1928, par le cinéma et la télévision, qui en ont fait une exploitation à la limite du fantastique et de l'érotisme.

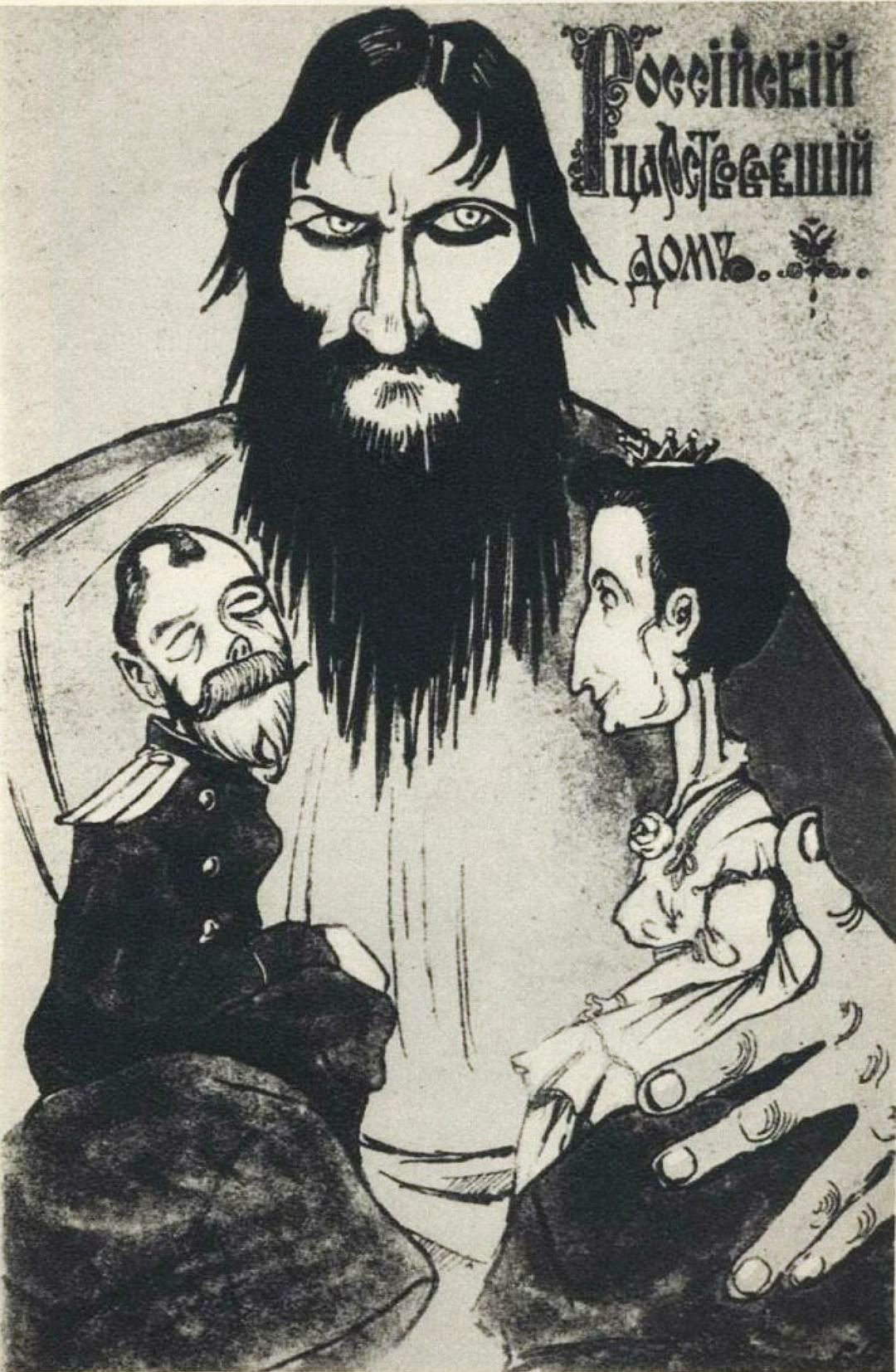
Caricature de N. Ivanov montrant le couple impérial sous la coupe d'un Raspoutine diabolisé. Vers 1916.

Des journalistes et hommes politiques hostiles à la Maison Romanov ont fait courir la rumeur que Raspoutine avait été l'amant de la tsarine. L’historien Edvard Radzinsky, d'après le dossier secret de police russe acquis chez Sotheby's, relativise l'érotomanie et la débauche sexuelle de Raspoutine : la défloration de nonnes ou le viol de dames de la haute aristocratie seraient là aussi essentiellement des rumeurs colportées par des personnes inquiètes de son influence sur la Cour ou hostiles au régime monarchique,.
Au cours des années, Raspoutine, largement « diabolisé », est finalement devenu un mythe, servant de prétexte à beaucoup de dirigeants politiques russes et européens pour s'exonérer de leurs propres responsabilités dans les événements tragiques survenus en Russie.

## Dans les arts et la culture populaire
Le personnage de Grigori Raspoutine et les mystères qui l'entourent n'ont cessé d'intriguer et continuent jusqu'à aujourd'hui à stimuler l'imaginaire créatif. Bon nombre d'œuvres le mettent en scène qui, tantôt tentent de s'approcher de la réalité historique, tantôt – le plus souvent – s'en écartent allègrement. Alors que le personnage est complexe, c'est l'aspect « débauché », « manipulateur », « symbole de la chute d'un Empire », qui est presque toujours mis en évidence et exploité.

## Documentaires
- 2009 : Dossiers secrets Saison 1 épisode 5 Raspoutine.
- 2011 : L’ombre d’un doute épisode Les secrets de la mort de Raspoutine.
- 2016 : Raspoutine : Meurtre à Saint-Pétersbourg d'Eva Gerberding, 52 min, ZDF[32].

### Audiovisuel

#### Documentaires
- Alain Decaux, Raspoutine, série « Alain Decaux raconte », 1976, 59 min. Decaux a rencontré Ioussoupov, l'un des assassins de Raspoutine, qui avait accordé par ailleurs d'autres entretiens sur le sujet, notamment à la radio belge.
- Eva Gerberding, Raspoutine : meurtre à Saint-Pétersbourg, 2019, 52 min.

#### Radio
- « Grigori Raspoutine (1869-1916), un moujik à Petrograd », Toute une vie, France-culture